# Google Shopping
Google Shopping (dawniej: Google Product Search, Google Products, Froogle) – wyszukiwarka ofert sklepów internetowych stworzona przez Google, która ma pomagać w szybkich zakupach. Google Shopping obsługuje obecnie obsługuje również większe rynki europejskie takie jak Francja, Anglia, Niemcy, Włochy czy Polska. Usługa powiązana jest z Google Merchant Center, gdzie właściciel sklepu podaje najważniejsze dane swojego sklepu internetowego. Produkty pojawiają się automatycznie w wynikach wyszukiwania wyszukiwarki Google (poprzez Ads) na podstawie tytułów i opisów produktów.
Do 19 kwietnia 2007 Google Product Search znane było pod nazwą Froogle. Firma Google przeniosła wyszukiwarkę pod nowy adres, ponieważ, według niej, nazwa serwisu może być dla niektórych myląca, gdyż nie oddaje ona w wystarczająco jasny sposób przeznaczenia produktu.